# Sifaka
Sifaka (Propithecus) – rodzaj ssaków naczelnych z rodziny indrisowatych (Indridae).

## Rozmieszczenie geograficzne
Występują wyłącznie na Madagaskarze.

## Charakterystyka
Długość ciała 39–55 cm, ogona 41–60 cm; masa ciała 2,6–6,8 kg. Charakteryzują się czarnym ubarwieniem części twarzowej głowy oraz długim ogonem, zbliżonym długością do długości ciała. Sifaki prowadzą nadrzewny i dzienny tryb życia. Potrafią przeskakiwać z drzewa na drzewo na odległość do 10 m. Często poruszają się w postawie dwunożnej, balansując przednimi kończynami dla utrzymania równowagi. 

## Systematyka
Rodzaj zdefiniował w 1832 roku brytyjski zoolog Edward Turner Bennett w artykule poświęconym opisowi nowego rodzaju z rodziny lemurowatych, opublikowanym w czasopiśmie „Proceedings of the Committee of Science and Correspondence of the Zoological Society of London”. Gatunkiem typowym jest (oznaczenie monotypowe) sifaka diademowa (P. diadema).

### Etymologia
- Propithecus: gr. προ pro ‘blisko, przed’; πίθηκος píthēkos ‘małpa’[7].
- Macromerus: gr. μακρος makros ‘długi’; μηρος mēros ‘udo’[8]. Gatunek typowy (oznaczenie monotypowe): Macromerus typicus A. Smith, 1833 (= Propithecus diadema Bennett, 1832).

### Podział systematyczny
Do rodzaju należą następujące gatunki:
| Grafika | Gatunek                 | Autor i rok opisu     | Nazwa zwyczajowa        | Podgatunki         | Rozmieszczenie geograficzne | Podstawowe wymiary                         | Status IUCN |
| ------- | ----------------------- | --------------------- | ----------------------- | ------------------ | --- | ------------------------------------------ | ----------- |
|         | Propithecus verreauxi   | A. Grandidier, 1867   | sifaka biała            | gatunek monotypowy | na zachód do rzeki Tsiribihina, na południowy wschód do Parku Narodowego Andohahela (Mangatsiaka) i rezerwatu Nahampoana (gdzie prawdopodobnie został introdukowany); zakres wysokości: 0–1300 m n.p.m. | DC: 40–48 cm DO: 50–60 cm MC: około 2,9 kg | CR          |
|         | Propithecus deckenii    | W. Peters, 1870       | sifaka kremowa          | gatunek monotypowy | głównie pomiędzy rzekami Manambolo i Mahavavy; południowa granica zasięgu nie rozciąga do rzeki Tsiribihina                                                                                             | DC: 42–48 cm DO: 50–60 cm MC: 2,6–2,9 kg   | CR          |
|         | Propithecus coronatus   | Milne-Edwards, 1871   | sifaka koroniasta       | gatunek monotypowy | między rzeką Mahavavy i rzeką Betsiboka na północy, w głębi lądu na południu do rzek Manarnbola, Tsibirhina, Mama i Sakay; zakres wysokości: 0–700 m n.p.m.                                             | DC: 39–45 cm DO: 48–57 cm MC: 3,2–3,7 kg   | CR          |
|         | Propithecus coquereli   | (A. Grandidier, 1867) | sifaka biało-kasztanowa | gatunek monotypowy | od okolic Bealanany na północy do rzeki Betsiboka; na południu do Ambato Boeny, na wschodzie do okolic Antetemasy (na zachód od Befandriana-Avaratra); zakres wysokości: 0–300 m n.p.m.                 | DC: 42–50 cm DO: 50–60 cm MC: około 3,7 kg | CR          |
|         | Propithecus tattersalli | Simons, 1988          | sifaka złotogłowa       | gatunek monotypowy | niewielki obszar w dystryktach Ampandraha, Madirabe i Daraina ograniczony rzeką Loky na północy i rzeką Manambalo na południu; zakres wysokości: 50–700 m n.p.m.                                        | DC: 45–47 cm DO: 42–47 cm MC: 3,4–3,6 kg   | CR          |
|         | Propithecus diadema     | E.T. Bennett, 1832    | sifaka diademowa        | gatunek monotypowy | od rzeki Mananara na południe do rzek Mangoro i Onive; granice zasięgu nieznane, ale prawdopodobnie szeroko rozpowszechniony; zakres wysokości: 200–1600 m n.p.m.                                       | DC: 50–55 cm DO: 44–50 cm MC: 5,7–6,8 kg   | CR          |
|         | Propithecus edwardsi    | A. Grandidier, 1871   | sifaka siodłata         | gatunek monotypowy | od rzeki Mangoro i Onive na południe do rzeki Rienana w Parku Narodowym Andringitra; zakres wysokości: 600–1600 m n.p.m.                                                                                | DC: 42–52 cm DO: 41–48 cm MC: około 5,5 kg | EN          |
|         | Propithecus candidus    | A. Grandidier, 1871   | sifaka jedwabista       | gatunek monotypowy | nieregularnie w pasie leśnym od Parku Narodowego Marojejy na południe do Andaparaty (park przyrodniczy Makira), tuż na północ od rzeki Antainambalana; zakres wysokości: 300–1900 m n.p.m.              | DC: 48–54 cm DO: 45–51 cm MC: 5–6 kg       | CR          |
|         | Propithecus perrieri    | Lavauden, 1931        | sifaka czarna           | gatunek monotypowy | masywy Analamerana i Andrafiamena oraz wschodni skraj lasów Ankarana; zakres wysokości: 0–500 m n.p.m.                                                                                                  | DC: 43–47 cm DO: 42–45 cm MC: 4,4–4,5 kg   | CR          |

Kategorie IUCN:  EN  – gatunek zagrożony,  CR  – gatunek krytycznie zagrożony.